# Majka Piskořová Veselá
Majka Piskořová Veselá (* 21. února 1974 Hradec Králové) je česká choreografka, tanečnice a umělecká vedoucí taneční školy InDance a souboru Pop Balet.

## Život
Hlavní postava a umělecká vedoucí taneční školy InDance a souboru Pop Balet. Od dětství vyrůstala v tanečním prostředí, v souboru své matky, Věry Veselé. Po úspěšném absolvování oboru rehabilitace na Střední zdravotní škole se věnovala studiu pedagogiky volného času na soukromé škole. Následně odjela na zahraniční taneční stáž do Itálie, kde dva roky studovala jazzový tanec. Domů se vrátila s rozhodnutím zprostředkovat co největšímu počtu zájemců o tanec – tanečníkům i divákům – stejné emoce, radost a naplnění z tance, jaké v zahraničí zažívala sama. Založila taneční školu InDance, kterou nepřetržitě a systematicky rozvíjí a ve které cíleně vychovává nové taneční generace. Metodika její výuky vychází ze studia rehabilitace, moderního jazzového tance a z bohatých zkušeností ze zahraničních tanečních stáží. Své taneční vzdělání si rozšířila absolutoriem na konzervatoři Taneční centrum Praha. Na Tanci bez hranic 2011 obdržela stipendium do Broadway Dance Center v New Yorku, kde v únoru 2012 absolvovala taneční stáž. V současné době se plně věnuje choreografické práci se souborem Pop Balet a vyučuje na konzervatoři v Praze. Od roku 2014 externě spolupracuje s Janáčkovou konzervatoří v Ostravě. Zároveň neustále pracuje na sepsání vlastní metodiky výuky tanečního umění.

## Choreografie a projekty
Majka je autorkou nespočetného množství projektů a choreografií. V roce 1998 vytvořila choreografii k muzikálu Ferda mravenec a o dva roky později k muzikálu Sněhová královna. Hlavní umělecká činnost spočívá v přípravě choreografií a projektů pro soubor Pop Balet (Boguro – 2005, Individuality – 2006, Genesis – 2008, Osobnění, IndepenDance – 2009, Tanecbook – 2012, Umění spojuje – 2014, Trinity – 2015), za které získala řadu ocenění.V roce 2011 se podílela na přípravách křtu alba Olgy Lounové v divadle Broadway, vytvořila choreografii pro premiérové vystoupení Olgy Lounové a Karla Gotta na devátých Hudebních cenách televize Óčko a spolupracovala na přípravě choroegrafií pro vystoupení Olgy Lounové v pořadu To byl náš hit na TV Barrandov. V současnosti se plně věnuje choreografické práci se souborem Pop Balet a svému nejnovějšímu tanečnímu představení s názvem Tanecbook. Zároveň neustále pracuje na sepsání vlastní metodiky výuky tanečního umění.
Jako tanečnice spolupracovala především s významnou americkou choreografkou Michéle Assaf. I nadále se tanečně vzdělává a účastní se stáží pod vedením špiček současného tance – Patrizia Muzzupappa, Mauro Astolfi, Giuliano Peparini, Michele Oliva (Itálie), Michele Assaf, A.C., Steve La Chance, Terry Beeman, Mia Michaels, Bruce Taylor, Christopher Huggins, Ray Leeper (USA), Bruno Collinet, Florence Meregalli (Francie) a mnoho dalších.

## Choreografická ocenění
- 1990 – Černobílé dialogy – Celopražská choreografická taneční soutěž – 1. místo
- 1997 – 1. místo v celostátním kole Mistrovství republiky v parketových kompozicích
- 2007 – Zlej sen – postup do celostátní přehlídky scénického tance Tanec, tanec…
- 2008 – Uccelli – první místo na přehlídce scénického tance Tanec, tanec…
- 2009 – Úření den – postup do celostátní přehlídky scénického tance Tanec, tanec…
- 2010 – C’est pas rouge, c’est pas blanc – postup do celostátní přehlídky scénického tance Tanec, tanec…
- 2010 – Single Ladies, Round – finále Taneční učitel roku – Taneční expo 2010
- 2011 – Pražský hvězdopád – jaro 2011 – cena Gran Prix
- 2011 – Boguro – International Festival Jazz Dance Open 2011
  - Cena poroty – 1. místo
  - Cena diváků – 2. místo
- 2012 – 1. místo Grand festival The Magic Briges of Prag
- 2012 – Hlavní cena Grand festival The Magic Briges of Vienna
- 2012 – 1. místo v celostátní soutěži o Taneční skupinu roku v kategorii Dance art
- 2012 – International Festival Jazz Dance Open 2012
  - Cena poroty: 1. místo – Choreografie Lights, 2. místo – choreografie Prachy
  - Cena diváků: 2. místo – Lights, 3. místo – Prachy
- 2012 – turné Olgy Lounové
- 2012 – Karel Gott – TV Óčko, Fotbalista roku
- 2013 – Febiofest – zahajovací ceremoniál
- 2013 – TV Barrandov – To byl náš hit
- 2013 – Královny popu – Markéta Konvičková, Jitka Zelenková
- 2014 – Umění spojuje – projekt spojující mladé české umělce
- 2015 – Trinity

## Taneční a pedagogické úspěchy
- 6 let – Majka navštěvuje taneční přípravku Chrudimského tanečního studia, pod vedením Věry Veselé.
- 14 let – Ve čtrnácti letech vystupovala se souborem Pop Balet Junior v televizních pořadech
- 17 let – účinkuje v letním programu Varieté Alhambra
- 18 let – odjíždí do Německa na turné s orchestrem Josefa Hlavsy, poté na dvouměsíční turné s taneční skupinou Crazy Dance po Jižní Itálii
- 19 let – odjíždí na dvouměsíční turné se souborem Pop Balet po Jižní Itálii a účastní se mezinárodního setkání Calabria Artedanza
- 20 let – stáž v Itálii – v taneční škole Artedanza studuje pod vedením hvězd světového tance
- 26 let – spolupracuje se skupinou Style; spolupráce s Michele Assaf na choreografii pro Herbalife
- 26 let až současnost – Majka se nadále vzdělává na tanečních workshopech v ČR Tanec bez hranic i v zahraničí – na Tanci bez hranic 2011 obdržela stipendium a v únoru 2012 se díky tomu účastnila dvoutýdenní taneční stáže v Broadway Dance Center v New Yorku
- 38 let – absolutorium na Taneční centrum Praha – konzervatoř, titul DiS.